# 레페노마무스
레페노마무스(Repenomamus)는 백악기의 중국에서 살았던 원수아강 시포유하강 고비코노돈목 고비코노돈과의 포유류다. 중생대 포유류 중 가장 거대했던 포유류로 몸길이는 대략 1m 정도이다. 속명의 뜻은 '파충류 먹는 포유동물'이다.
식성은 육식으로 한 개체의 화석에서는 죽기 전에 잡아먹은 공룡 프시타코사우루스의 새끼의 잔해가 함께 발견되기도 했다.

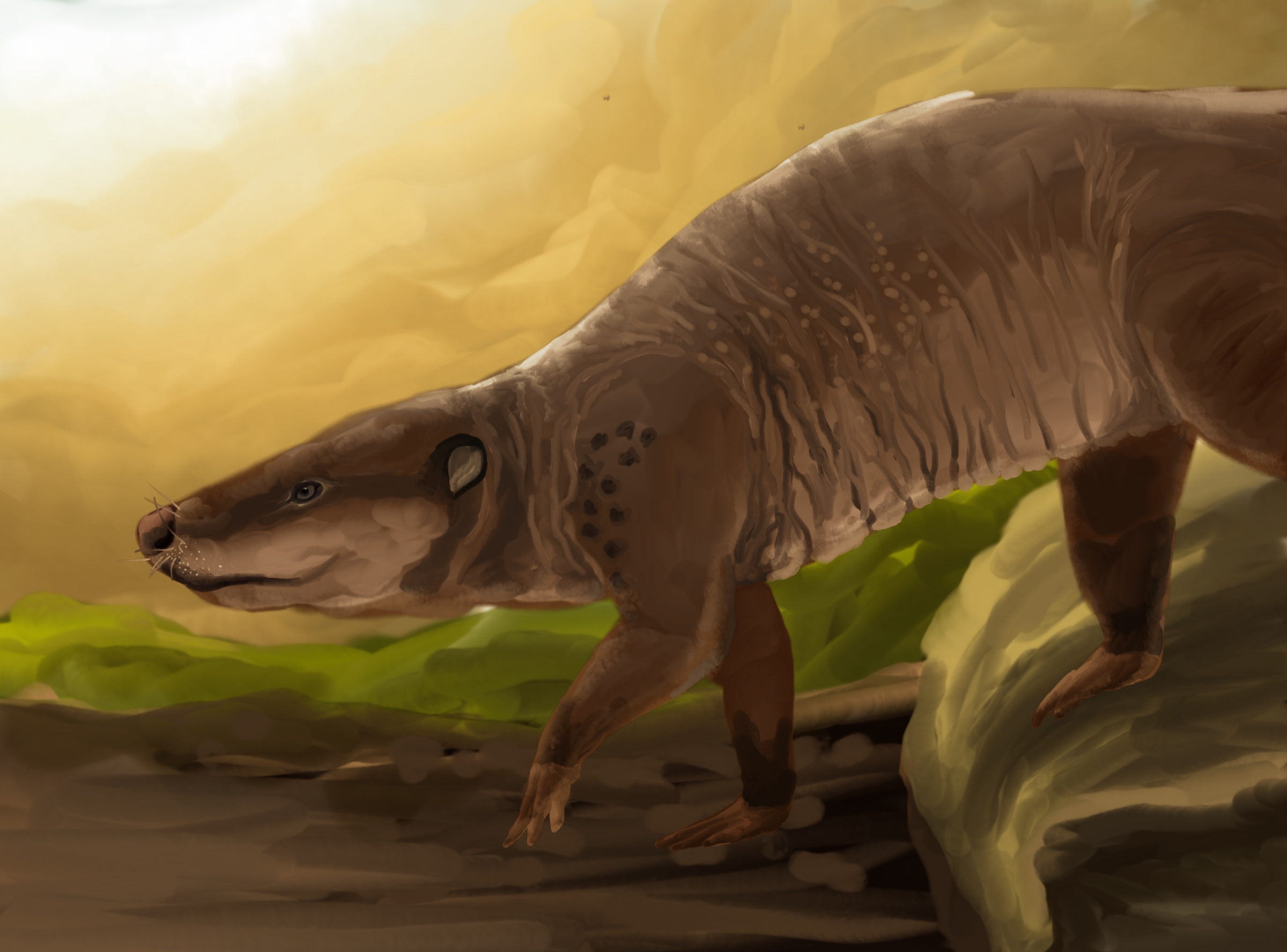
Repenomamus reconstruction

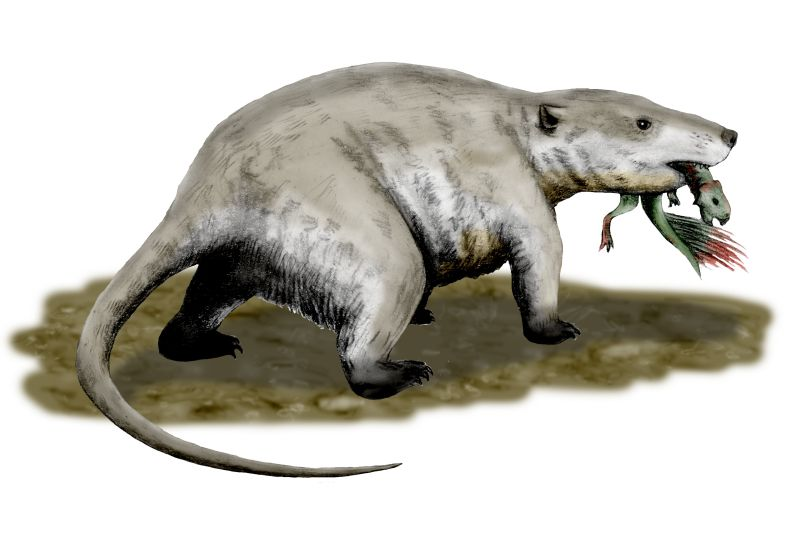
Repenomamus BW

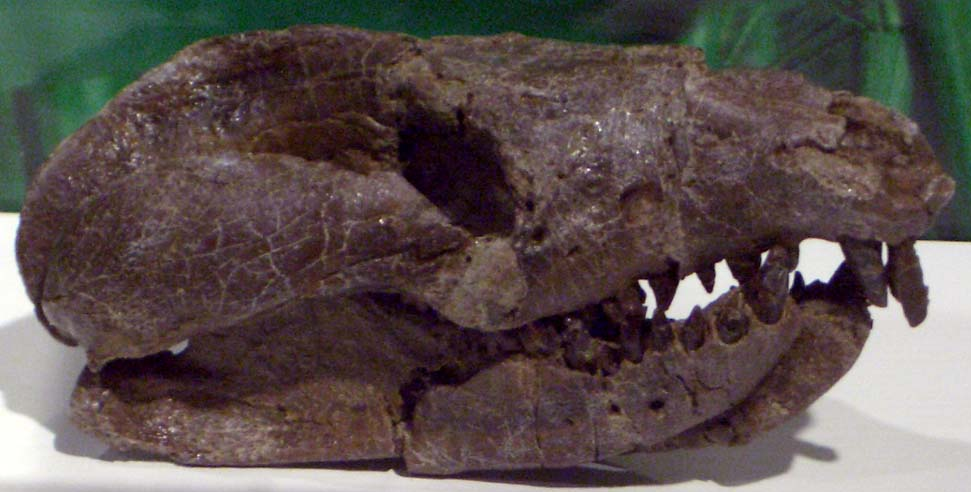
Repenomamus giganticus skull

## 같이 보기
- 포유류의 진화